# Måns Ehrenberg

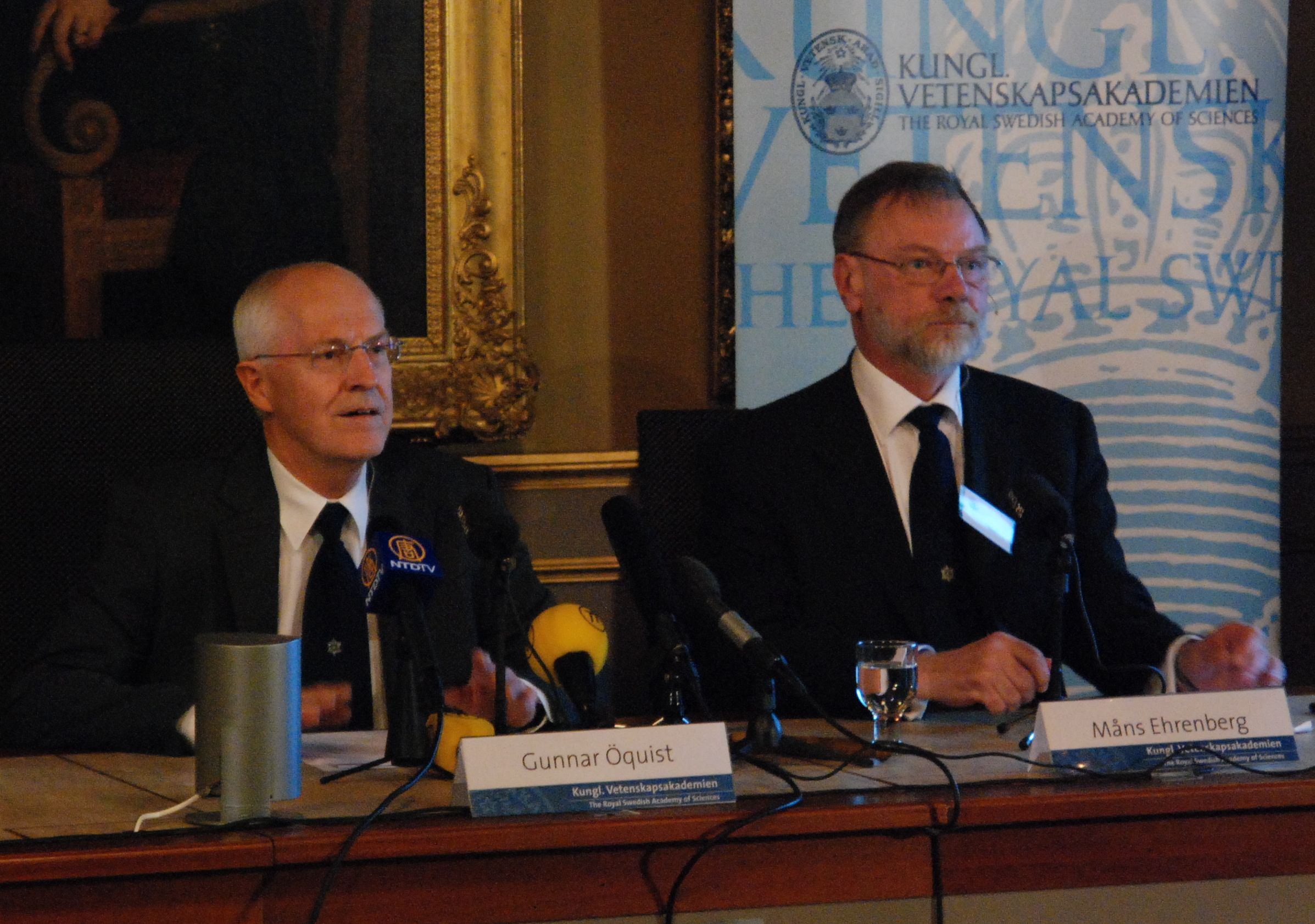
Måns Ehrenberg (höger) vid presskonferens för tillkännagivandet av vilka som tilldelats Nobelpriset i kemi 2008. (Till vänster Gunnar Öquist.)

Måns Peter Lennart Ehrenberg, född 24 maj 1945 i Stockholm, är en svensk fysiker och molekylärbiolog. 
Ehrenberg är son till professor Lars Ehrenberg och docenten Carin Ehrenberg, född Eklundh.
Ehrenberg började studera teknisk fysik vid Kungliga Tekniska högskolan 1964 och blev civilingenjör 1969. Han genomförde forskarutbildning i teoretisk fysik och biofysik vid KTH och vid Rudolf Riglers forskargrupp vid Karolinska Institutet och disputerade 1975 vid KTH på forskning kring fluorescensmärkta makromolekyler.
Från 1972 arbetade han som forskningsassistent vid institutionen för medicinsk biofysik vid Karolinska institutet och 1977–1980 var han docent i biofysik där. Från 1980 var han verksam som docent i molekylärbiologi vid Uppsala universitet och 1991 blev han professor i molekylärbiologi i Uppsala.
Ehrenberg är ledamot av Kungliga Vetenskapsakademien sedan 2004 och ledamot av Nobelkommittén för kemi.